# Solcometro e Sagola
Il Solcometro e Sagola (in latino Lochium Funis) era una costellazione introdotta nel cielo australe da Johann Bode nel suo atlante Uranographia del 1801. Rappresentava un solcometro nautico e una sagola usati per misurare le distanze percorse in mare. Essa si snodava intorno alla Bussola (Pyxis), una precedente invenzione del francese Nicolas Louis de Lacaille. Il dispositivo era costituito da un pezzo di legno piatto galleggiante (il solcometro), attaccato ad una lunga corda con nodi graduati (la sagola); durante la navigazione, i marinai gettavano il solcometro fuoribordo e contavano il numero dei nodi che venivano svolti in mezzo minuto, misurato con una clessidra.
Bode considerava la Bussola e il Solcometro e Sagola come una figura combinata; sul suo atlante li racchiudeva entrambi all'interno dei confini della stessa costellazione ed elencava le loro stelle insieme nel catalogo che accompagnava l'opera, Allgemeine Beschreibung und Nachweisung der Gestirne. Come indicò lo stesso Bode, il solcometro misurava la velocità della nave mentre la bussola indicava la direzione.
Attualmente, la Bussola di Lacaille esiste ancora, mentre il Solcometro e Sagola di Bode scomparve presto senza lasciare traccia.